# 三春瀧櫻
37°24′27.7″N 140°30′0.3″E / 37.407694°N 140.500083°E

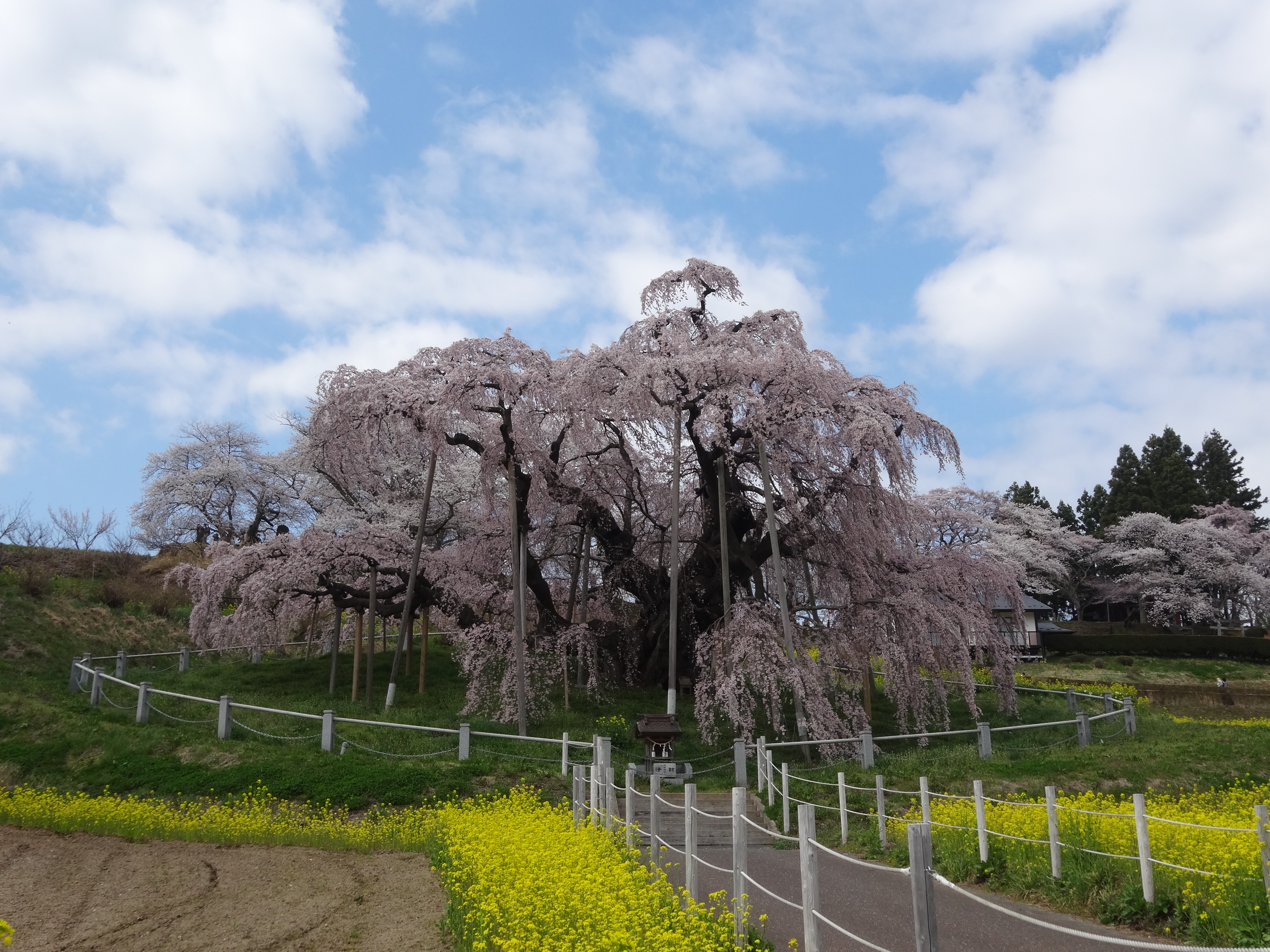
2021年的三春瀧櫻

三春瀧櫻（英語：みはるたきざくら）是位於日本福島縣田村郡三春町的一株紅枝垂櫻，其樹齡超過1000年。三春瀧櫻被列入天然紀念物，是福島縣著名的觀光景點之一。三春瀧櫻也是日本五大櫻和三大巨櫻之一，花季參觀時需要付費。